# 葫芦島市
葫芦島市（ころとう-し、葫蘆島市・コロ島市とも）は、中華人民共和国遼寧省南西部にある地級市である。
港湾都市として発達し、北京と瀋陽の間にある交通の要衝で、とりわけ遼西回廊と呼ばれる中国東北部と華北を結ぶ戦略的に重要な地域の拠点都市である。また満洲から日本への引揚船の出発地としても有名である。1994年以前は錦西市と称した。

## 地理
葫芦島市の中心地は東経120度38分、北緯40度56分に位置する。遼寧省の西端にあたり、北は朝陽市、東は錦州市、西に山海関をはさんで河北省の秦皇島市がある。南は渤海（遼東湾）に面し、環渤海経済圏を形成する都市のひとつである。また、北京方面から山海関を出て一番はじめにある町であり、東北部の西の入り口に当たる戦略的な要所である。
葫芦島は大陸性気候であるがモンスーンの影響を受けている。年平均降水量は550-650mmで、年平均気温は8.5-9.5℃である。

## 歴史
古代には燕や秦などの支配を受けてきた。この地域で一番古い町である興城の名は遼代の統和8年（990年）に史書に登場している。
葫芦島は錦西市街の南にあるひょうたん型の半島で壺蘆島とも呼ばれていた。
葫芦島市の前身は1906年に設置された江家屯撫民庁（1913年に錦西県と改称）であり、奉天省（1929年に遼寧省と改称）遼瀋道の管轄とされた。張学良はここに新たな港湾を建設し、鉄道網（後の満洲国有鉄道）を敷いたことから経済発展が進んだ。これは大連を始点とする南満洲鉄道および関東軍に対抗する意図だった。葫芦島は海浜避暑地としても知られていた。
1932年に満洲国が成立するとその版図に編入され、錦州省が設置された。当時の葫芦島には日本の陸軍燃料廠が錦西に石油精製工場を建設するなど、石油化学・軍事・港湾の拠点としての開発が進んだ。満洲国崩壊後、中国には大勢の日本人居留民が取り残されたが、その帰還は連合国の協議によって当時の中国政府の責任となった。日本人難民のうち満洲にいた105万人以上は、1946年からの数年間でこの葫芦島の港から引揚船に乗って博多港などへ脱出しており、今も葫芦島には「日本僑俘遣返之地」の記念碑が建っている（葫芦島在留日本人大送還）。
満洲国が崩壊した1945年には遼西省の管轄とされたが、やがて国共内戦が激化し、1948年秋に中国共産党軍が中国東北部全域の制圧を目指して行なった三大戦役の一つに数えられる「遼瀋戦役」では「塔山阻撃戦」の舞台となった。遼瀋戦役の結果、瀋陽方面から撤退した国民党軍は葫芦島から海上へ脱出し、東北部はすべて共産党支配下に置かれ、その後の行政変遷を経て1954年の遼西及び遼東両省の合併により遼寧省の管轄とされた。
1985年、錦西県は県級市の錦西市に昇格、更に1989年には地級市に昇格、下部に連山区を新設し、錦州市管轄下の葫芦島区・南票区・興城市・綏中県と、朝陽市の管轄であった建昌県が錦西市に移管された。1994年に錦西市は葫芦島市に改名し、あわせて葫芦島区は竜港区と改称された。

## 行政区画
3市轄区・1県級市・2県を管轄する。
- 市轄区：
  - 竜港区・連山区・南票区
- 県級市：
  - 興城市
- 県：
  - 綏中県・建昌県

| 葫芦島市の地図                            |
| ----------------------------------------- |
| 連山区 竜港区 南票区 綏中県 建昌県 興城市 |

### 年表
この節の出典

#### 葫芦島市(第1次)
- 1956年9月11日 - 遼寧省錦州専区錦西県の一部が分立し、葫芦島市が発足。(1市)
- 1956年10月10日 - 錦西区・楊家杖子区・馬杖房区が成立。(3区)
- 1957年6月14日 - 葫芦島市が錦州専区錦西県に編入。

#### 錦西市
- 1989年6月12日 - 錦州市錦西市が地級市の錦西市に昇格。連山区が成立。(3区1市2県)
  - 錦州市葫芦島区・南票区・興城市・綏中県、朝陽市建昌県を編入。
  - 連山区の一部が葫芦島区・南票区に分割編入。
- 1994年9月20日 - 錦西市が葫芦島市に改称。

#### 葫芦島市(第2次)
- 1994年9月20日 - 錦西市が葫芦島市に改称。(3区1市2県)
  - 葫芦島区が竜港区に改称。
- 2011年9月13日 - 連山区の一部が南票区に編入。(3区1市2県)

## 経済
環渤海経済圏の一部として、開発区などを設置し、有利な交通をPRしての外資誘致に余念がない。地下資源が豊富で、鉛、亜鉛、銅、モリブデンなどの採掘が盛んな鉱業都市であり、石油化学工業、金属工業が盛んな工業都市でもある。大慶油田から秦皇島市へのパイプラインと、盤錦市から葫芦島までのパイプラインが地下を通り、石油化学工場に石油原料を供給している。
また造船業もさかんで、とりわけ中国最大級の造船所・渤海造船廠は国産潜水艦の建造を早くから行い、中国初の原子力潜水艦もここで生産された。それゆえ中国人民解放軍海軍北海艦隊の重要な原潜基地でもあり、軍事上の理由から港湾部は立ち入れない場所が多い。
237kmの海岸線と13万ムーの干潟が広がるため、貝やエビなどの漁業も重要な産業となっている。また海岸部は新たなリゾート・観光資源としても注目されている。山地には森林や牧草地のほかアジア有数の広大な果樹園地帯があり、252万5000ムーの広さに8850万本のさまざまな種類の果樹が植えられており、年に75万トンの果実を産出する。

## 交通
北京-瀋陽-ハルビンを結ぶ京哈線の沿線である。
京哈高速道路などの高速道路や国道が通り、海運では葫芦島港や東隣の錦州港を利用できる。

### 鉄道

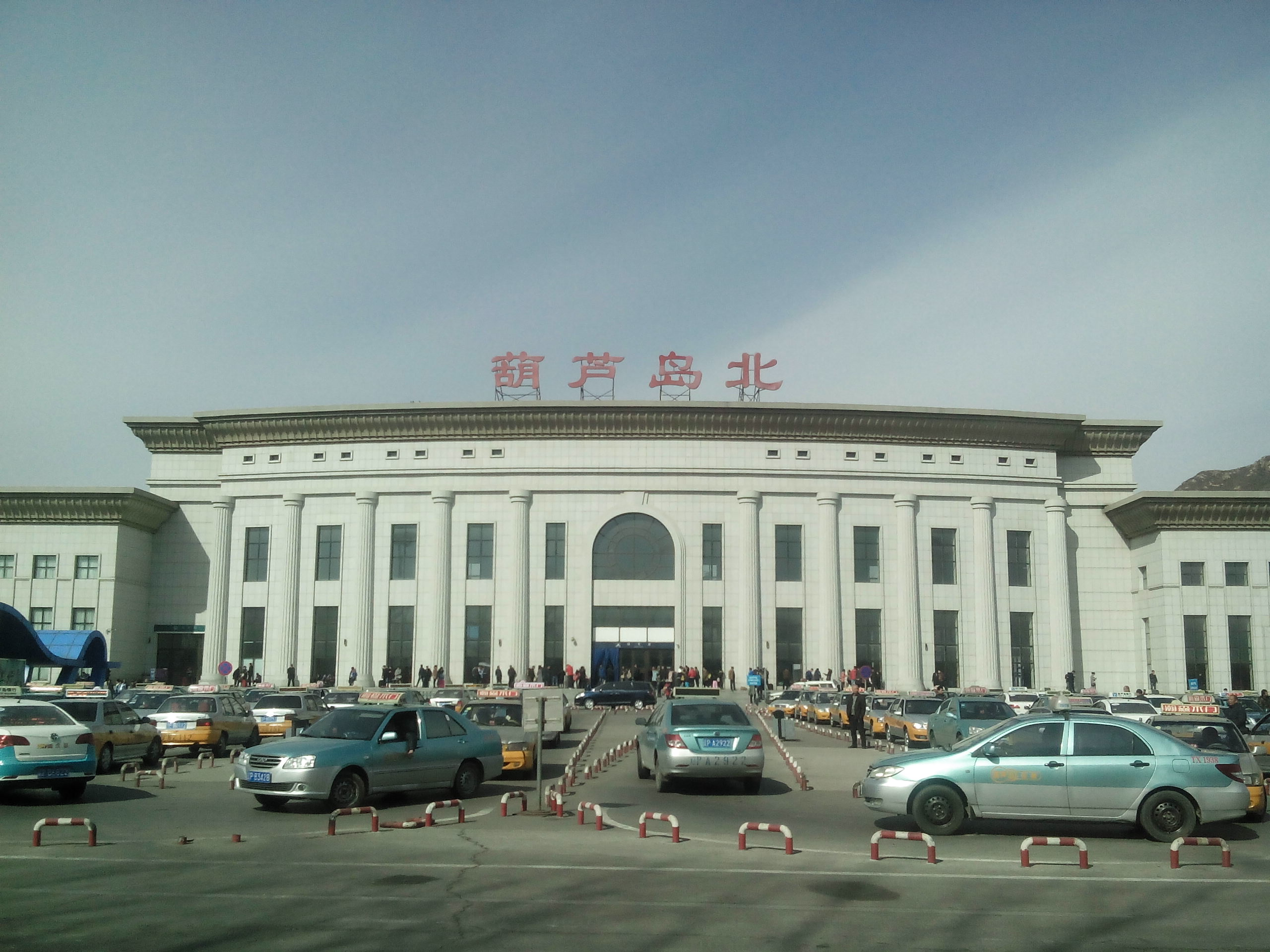
葫芦島北駅

- 中国国家鉄路集団
  - 京哈線
  - 瀋山線
  - 魏塔線（中国語版）

### 道路
- 高速道路
  -  京哈高速道路
  -  興建高速道路（中国語版）
- 国道
  -  G102国道
  -  G228国道
  -  G230国道
  -  G306国道（中国語版）

## 観光地
万里の長城の一部で、綏中県で川の上を渡っている九門口長城が有名であり、世界遺産に登録されている。また興城市は明代からの歴史を残す城郭都市であるとともに、袁崇煥とヌルハチが戦いヌルハチが致命傷を負った古戦場でもあり、海岸地帯は「第二の北戴河」とも呼ばれるビーチリゾートにもなっている。その他、秦の始皇帝や前漢の武帝による東方遠征の史跡が残るなど、さまざまな考古学的に重要な遺跡がある。

## 参照項目
- 葫芦島在留日本人大送還

## 姉妹都市
- 日本・宮崎市
- アメリカ合衆国・ネバダ州 ラスベガス